# Tanvé
Tanvé è un arrondissement del Benin situato nella città di Abgangnizoun (dipartimento di Zou) con 9.019 abitanti (dato 2006).